# ایپولیتو سانفراتلو
ایپولیتو سانفراتلو (ایتالیایی: Ippolito Sanfratello؛ زادهٔ ۱۱ مارس ۱۹۷۳) اسکیت‌باز سرعت اهل ایتالیا بود.